# Ermita de la Virgen de la Saleta (Aldaya)
La Ermita de la Virgen de la Saleta es un templo situado en la confluencia de las calles Ventall, Virgen del Remedio y Hernán Cortés, en el municipio de Aldaya (Valencia) España. Es Bien de Relevancia Local con identificador número 46.14.021-003.

## Historia
La advocación se refiere a la aparición que según la tradición se produjo en 1846, de la Virgen a dos pastores en La Salette, una montaña de los Alpes franceses. El templo se edificó en 1887.

## Descripción
El templo es un edificio de planta rectangular.  En la parte posterior tiene la sacristía, que forma un cuerpo adosado de menor tamaño. El conjunto se encuentra exento en el centro de una plazoleta. Frente a la fachada se extiende una terraza rodeada de una verja metálica.
En la fachada se encuentra la puerta de acceso, cuadrada pero rematada por un tímpano de medio punto. Sobre este se encuentra una retablo cerámico que representa la aparición de la Virgen, con la fecha 25 de septiembre de 1960, cuando fue donada por las entonces clavariesas. La fachada está rematada por una espadaña que alberga la campana del templo.
El la cubierta es un tejado a dos aguas de pendiente muy pronunciada. En el lateral izquierdo hay otro retablo cerámico, regalado por las clavariesas en 2000.
El interior está cubierto por una bóveda de cañón  que se apoya en una cornisa neoclásica y pilastras. En el altar mayor se encuentra la imagen de la titular.

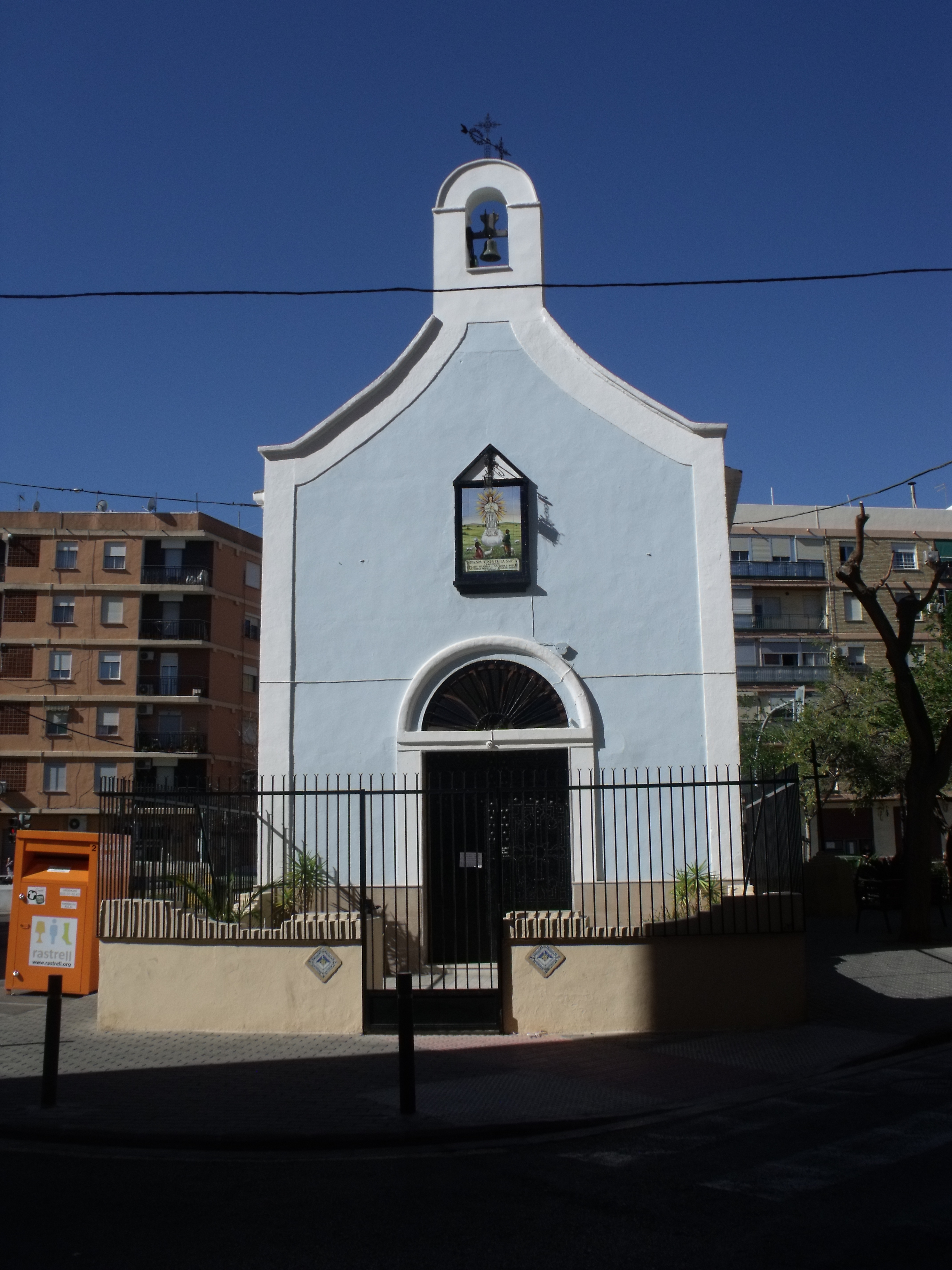
Fachada.
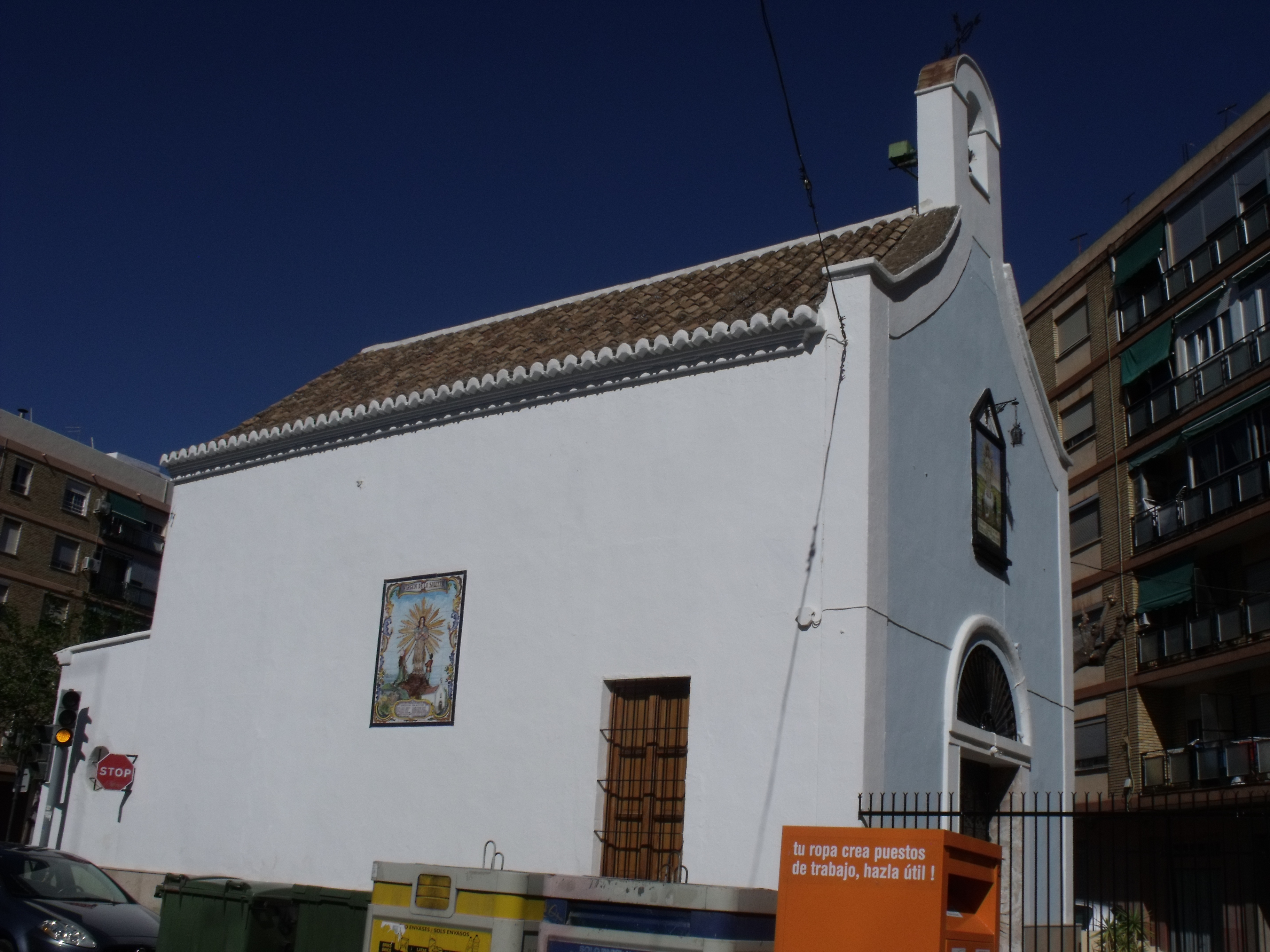
Lateral derecho.
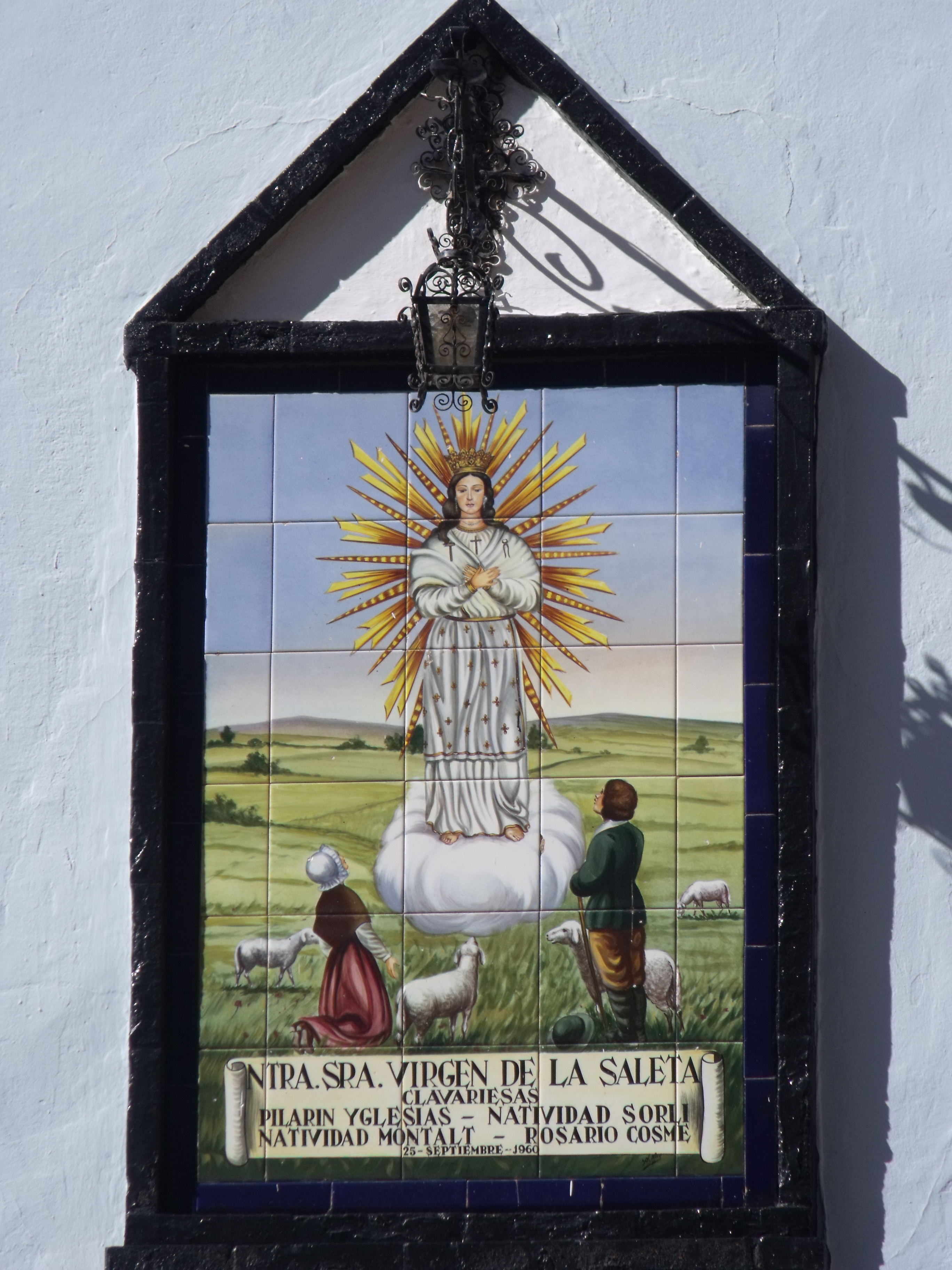
Retablo de 1960.
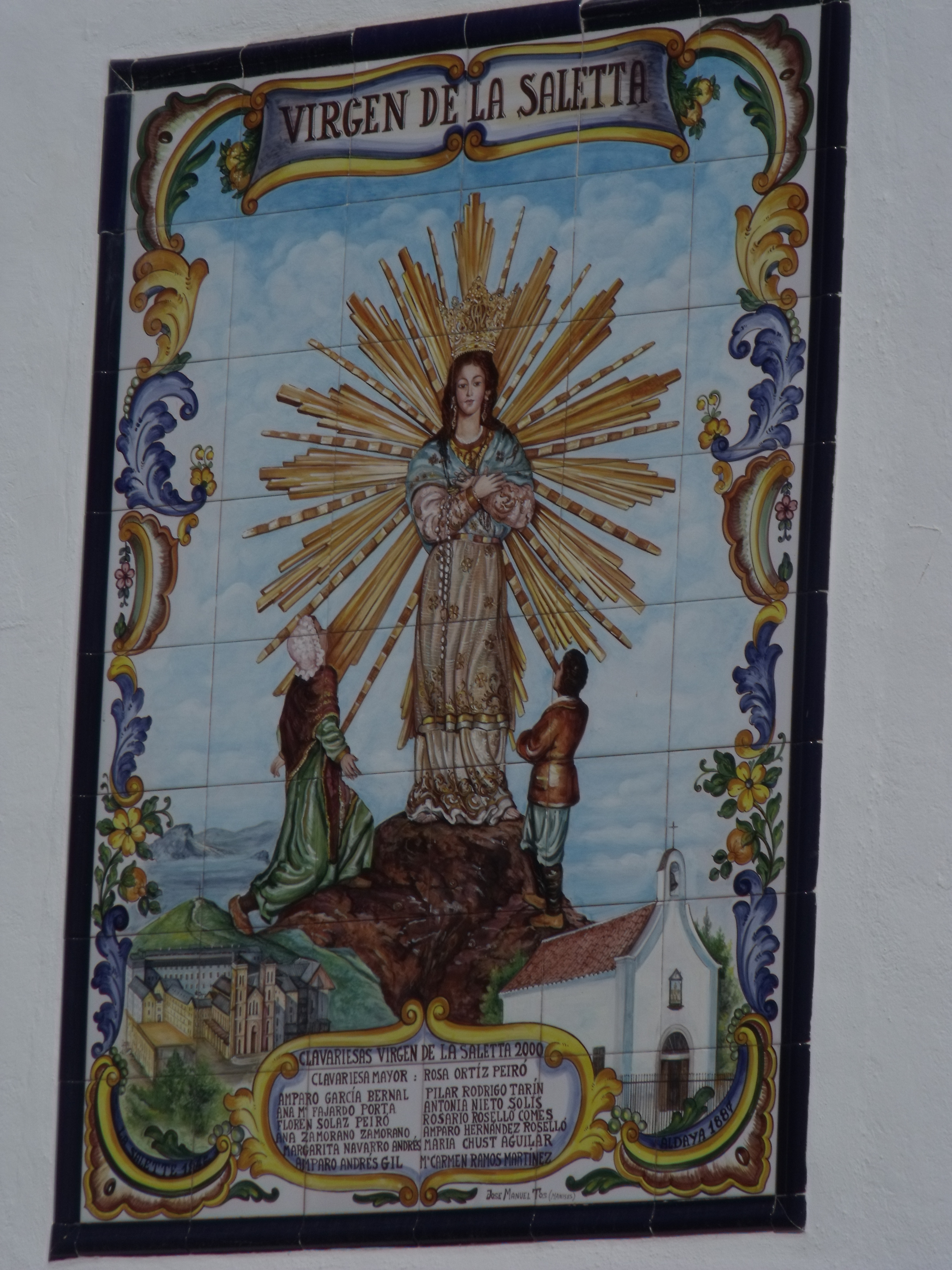
Retablo de 2000.